# Parafia św. Jana z Dukli w Przemyślu
Parafia św. Jana z Dukli w Przemyślu – parafia rzymskokatolicka pod wezwaniem św. Jana z Dukli w Przemyślu, należąca do dekanatu Przemyśl III w archidiecezji przemyskiej.

## Historia
20 listopada 1999 roku dekretem abpa Józefa Michalika została erygowana parafia pw. św. Jana z Dukli, z wydzielonego terytorium parafii św. Marii Magdaleny i parafii NMP Nieustającej Pomocy. 28 sierpnia 2000 abp Józef Michalik poświęcił plac pod budowę nowego kościoła, a 29 października 2000 roku odprawiono pierwszą mszę świętą w drewnianej szopie. 
W 2001 roku kaplicę urządzono w piwnicy murowanego budynku, a w 2006 roku kaplicę przeniesiono na piętro budynku.

## Proboszczowie[3]
- ks. Piotr Walasz (1999–2006)
- ks. Zbigniew Stradomski (2006–2010)
- ks. Robert Drążek (2010–2020)
- ks. Robert Siuzdak (2020–2023)
- ks. Tomasz Hryniak (od 2023)

## Zasięg parafii
Na terenie parafii jest 2 450 wiernych, mieszkających przy ulicach: Bogusławskiego, Bohaterów Getta (numery nieparzyste), Brudzewskiego, Dekerta, Kokosza, Konopnickiej, Kopernika (numery: 17-37 i 40-54), Koszykowa, Krucza, Krzywa, Okulickiego, Plac św. Floriana, Podhalańczyków, Polna, Reymonta, Rzeźnicza, Sadowa, Sanowa, Słoneczna, Strażacka, Szańcowa (od cerkwi), Wąska, Wiejska, Wilczańska (od cerkwi), Wiśniowa, Wozowa, Wybrzeże Wilsona, Zaciszna, Zagrodowa, Zamknięta. 